# Miyako
Miyako (jap. 京, auch 都) ist eine ältere japanische Bezeichnung für Hauptstadt und bezieht sich allgemein auf Residenzstädte, etwa des Mittelalters. Ersteres Schriftzeichen wurde für die Hauptstadt Japans verwendet, z. B. Asuka no Miyako und Ōmi no Miyako. Später setzte sich jedoch die On-Lesung durch: Asuka-kyō, Ōmi-kyō, Fujiwara-kyō, Heijō-kyō (Nara), Kuni-kyō, Naniwa-kyō (Ōsaka), Nagaoka-kyō, Heian-kyō (Kyōto), Fukuhara-kyō und Tōkyō.
Hauptstädte unserer Zeit bezeichnet man auf Japanisch mit shuto (首都).
Japaner assoziieren mit dem Begriff vor allem Kyōto, das mehr als 1000 Jahre lang fast ununterbrochen Hauptstadt des Landes war. In älteren europäischen Beschreibungen Japans wurde Kyōto dementsprechend auch als Meaco festgehalten.

## Etymologie
Miyako leitet sich ab von miya 宮 („Schrein, Palast“) und ko 処 („Ort“). Letzteres Nomen ist veraltet, findet sich aber noch in Demonstrativpronomen, wie koko 此処 („hier“), soko 其処 („dort“), u. a. Miyako bezeichnet demnach den Ort an dem sich der Palast des Tennō befindet.